# Laurier d'Alexandrie
Danae racemosa
Pour les articles homonymes, voir Laurier.
Espèce
Synonymes
- Danae laurus Medik.[1]
- Danaidia racemosa (L.) Link[1]
- Ruscus racemosus L.[1] [2]
- Ruscus terminalis Salisb.[1]

Le Laurier d'Alexandrie ou Fragon à grappes (Danae racemosa) est une espèce de plantes à fleurs de la famille des Asparagacées et la seule du genre Danae. Elle est originaire de l'Asie tempérée.

## Description
La plante forme un buisson d'environ 60 à 80 cm de diamètre. Elle résiste à des températures basses, jusqu'à -15°.
Le feuillage vert lustré est semi-persistant.
La floraison discrète, jaune-vert, a lieu en été.
Les baies, rouge orangé à maturité, sont toxiques pour l'humain.

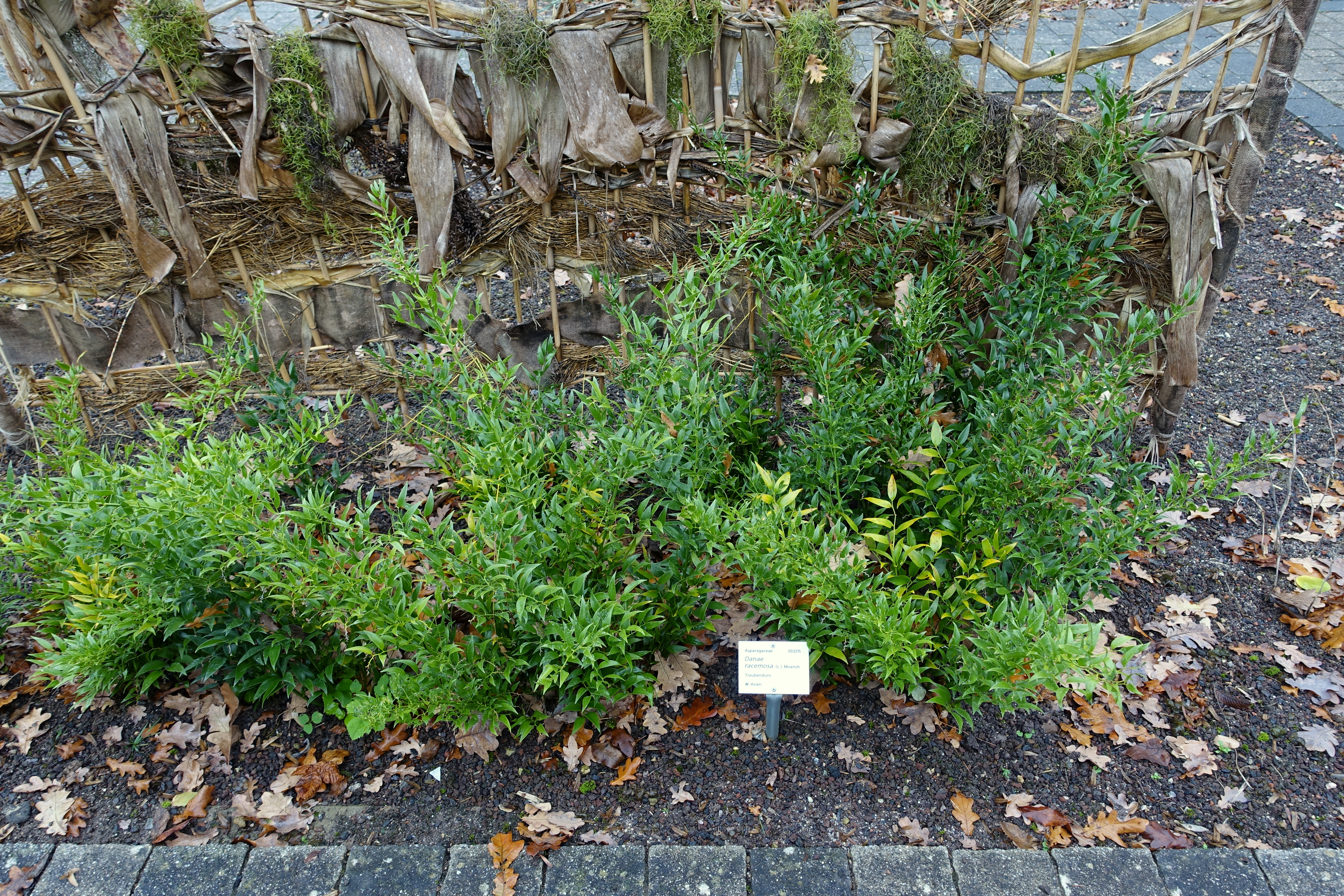
Aspect d'ensemble.
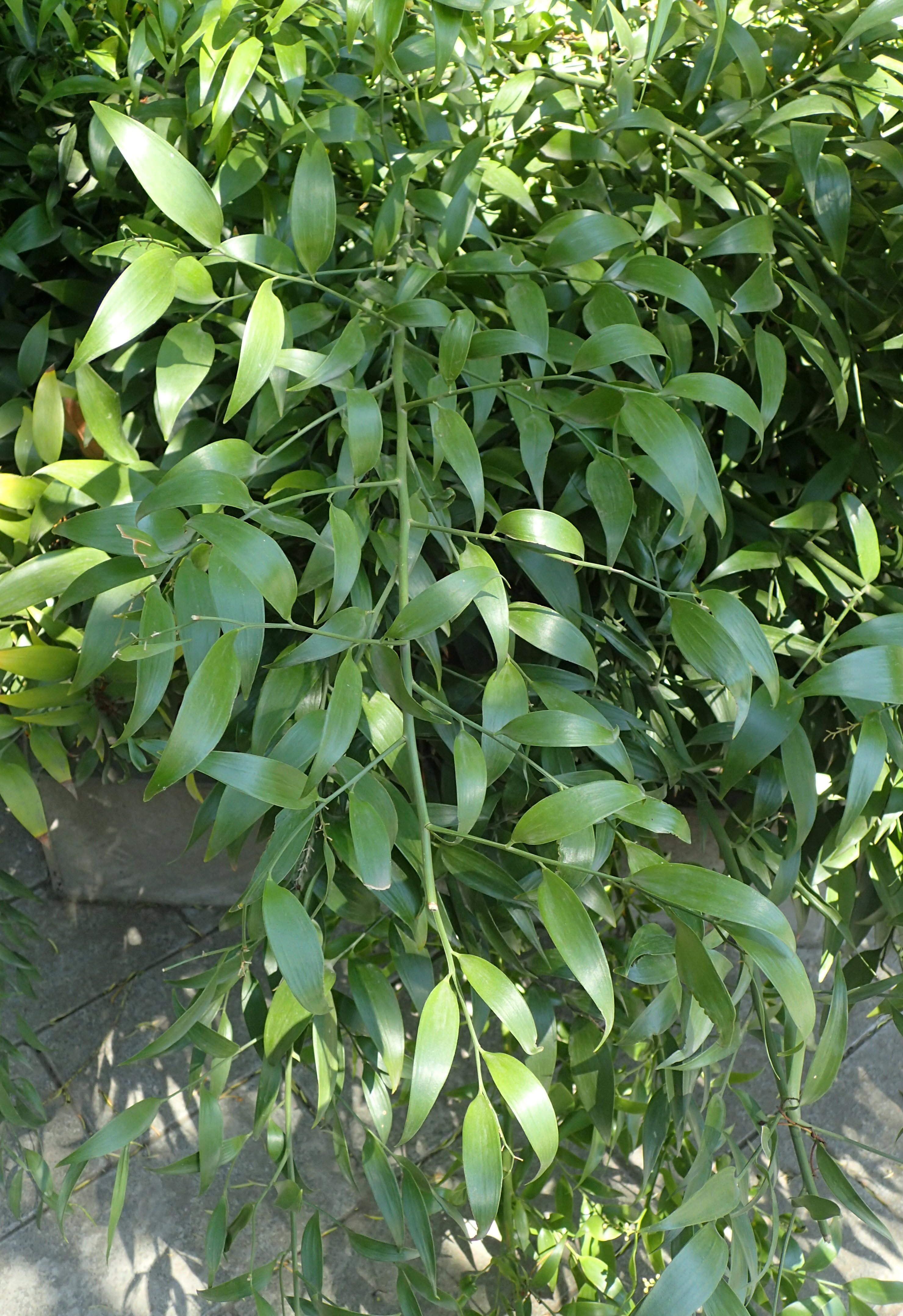
Feuillage.
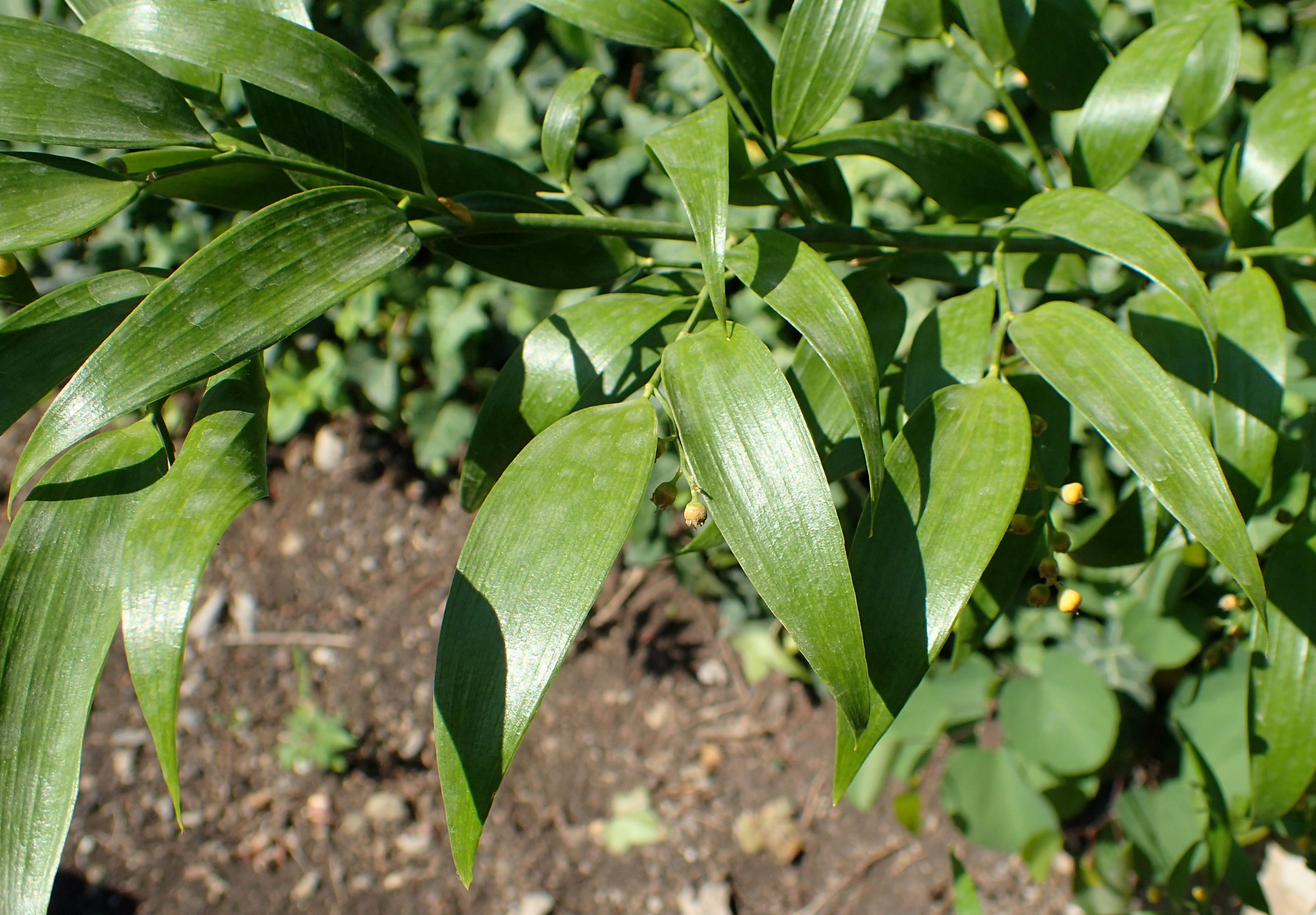
Détail du feuillage.
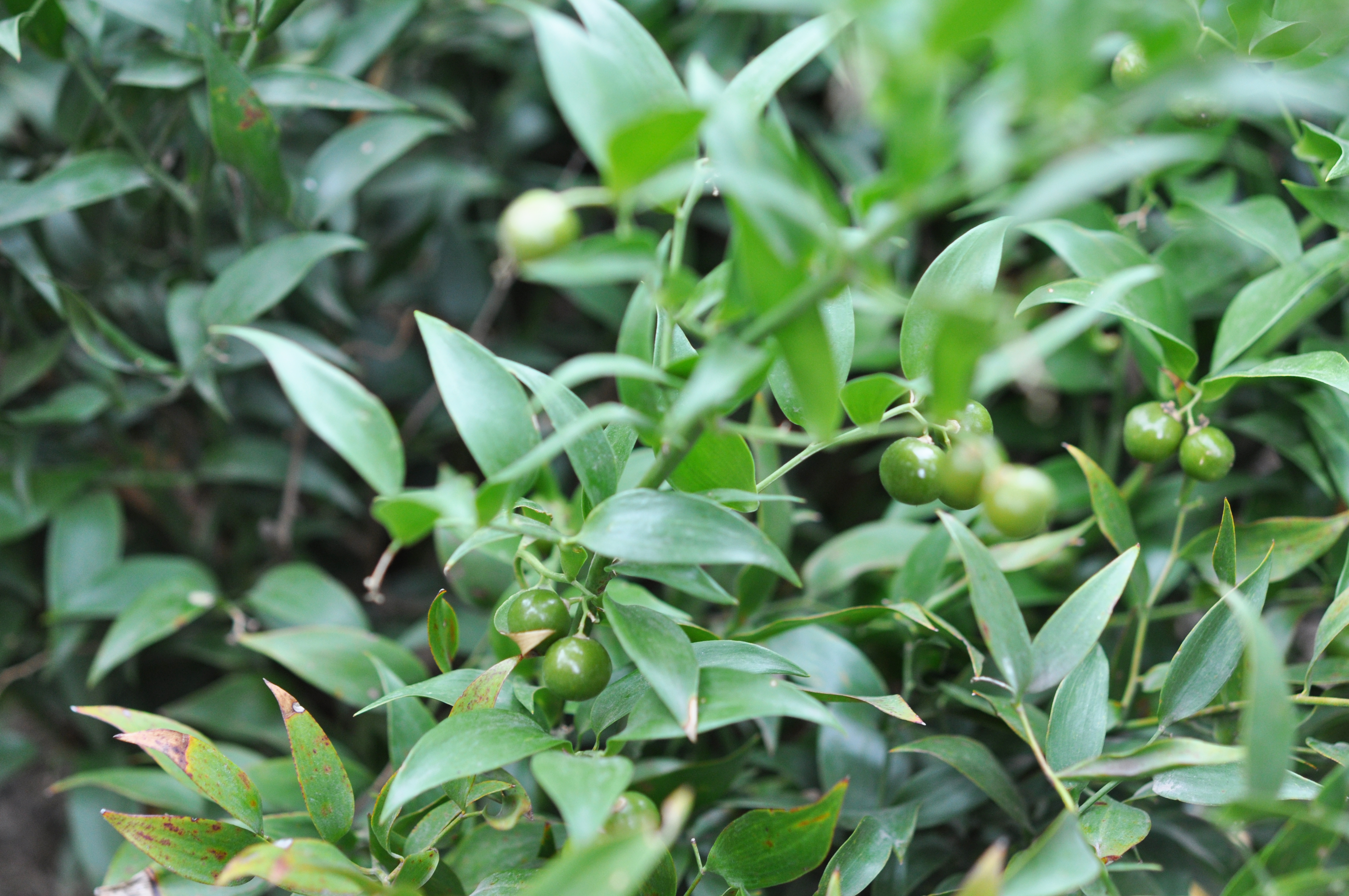
Baies immatures.
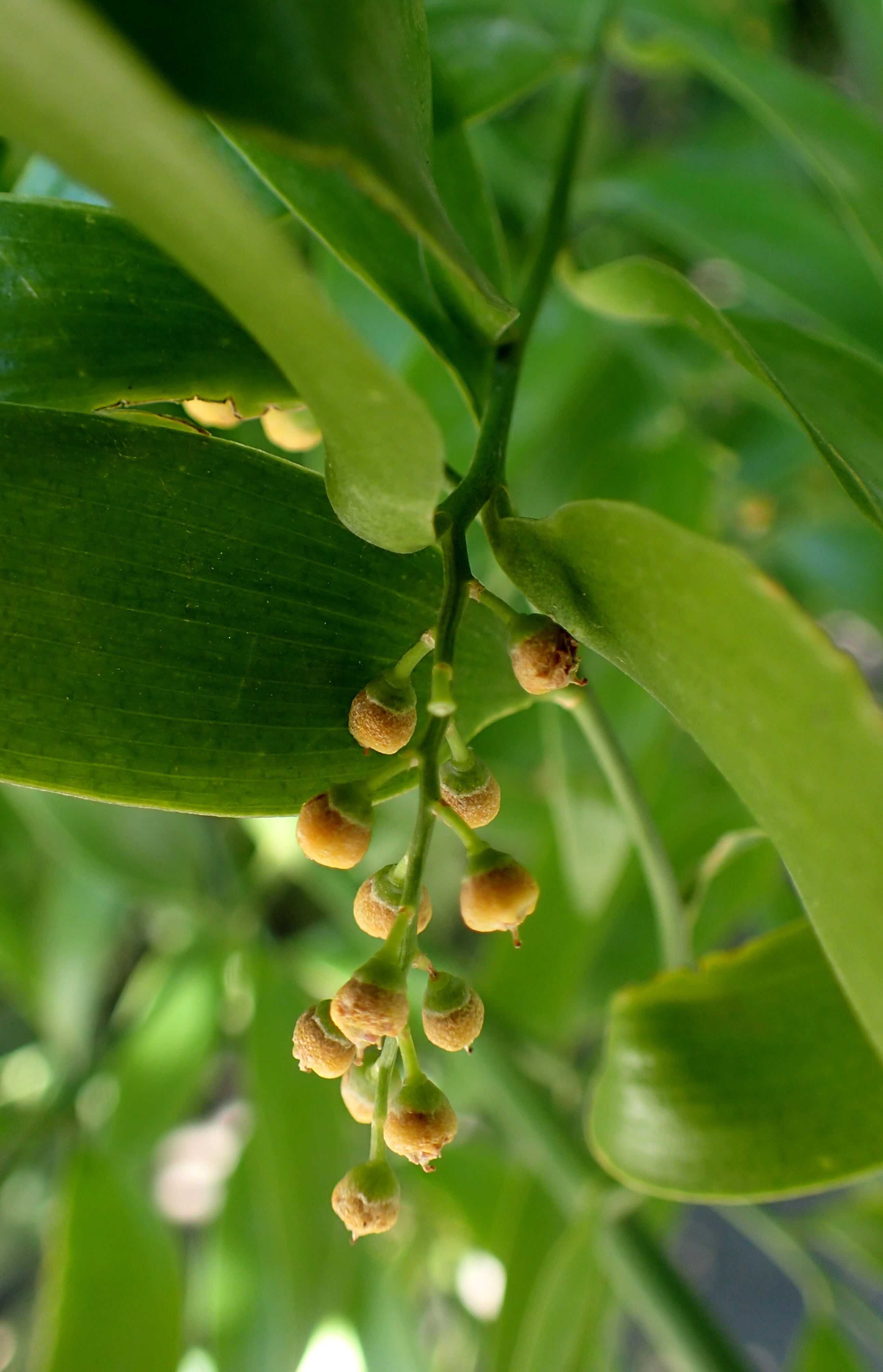
Baies très mures.

Confusions possibles avec le Sarcocoque à feuilles de Ruscus (Sarcococca ruscifolia), mais dont la floraison parfumée a lieu en hiver, et le Fragon faux Houx (Ruscus aculeatus), dont les baies sont rouges.

## Répartition géographique
Cette espèce est originaire de l'Asie tempérée, dans les pays suivants :  Azerbaïdjan, Iran, Syrie, Turquie.

## Classification
L'espèce a été d'abord été décrite en 1753 sous le basionyme de Ruscus racemosus par le naturaliste suédois Carl von Linné (1707-1778), puis elle a été recombinée dans le genre Danae en 1794 par le botaniste allemand Conrad Moench (1744-1805).
En classification phylogénétique APG III (2009) l'espèce fait partie de la famille des Asparagaceae, et de la sous-famille des Nolinoideae.
En classification classique de Cronquist (1981) elle était assignée aux Liliaceae.

### Synonymie
Liste des synonymes :
- Danae laurus Medik.[1]
- Danaidia racemosa (L.) Link[1]
- Ruscus racemosus L.[1],[2]
- Ruscus terminalis Salisb.[1]

## Utilisation
C'est une plante cultivée comme buisson d'ornement, en bordure ou en rocaille.
Utilisée par le passé en collier pour lutter contre la gueule de bois[réf. nécessaire].

#### Bases taxinomiques
- (en) BioLib : Danae racemosa  (L.) Moench (consulté le 16 mars 2017)
- (en) Catalogue of Life : Danae racemosa (L.) Moench (consulté le 16 décembre 2020)
- (en) GRIN : espèce Danae racemosa  (L.) Moench (consulté le 16 mars 2017)
- (en) World Checklist of Selected Plant Families (WCSP) : Danae racemosa  (L.) Moench (1794)  (consulté le 16 mars 2017)
- (en) NCBI : Danae racemosa (taxons inclus) (consulté le 16 mars 2017)
- (en) The Plant List : Danae racemosa (L.) Moench  (source : KewGarden WCSP) (consulté le 16 mars 2017)
- (en) Tropicos : Danae racemosa (L.) Moench  (+ liste sous-taxons) (consulté le 16 mars 2017)
- (fr) INPN : Danae racemosa (L.) Moench, 1794 (TAXREF)

#### Autres liens externes
- Fiche sur www.1jardin2plantes.info
- Fiche sur nature.jardin.free.fr
- (en) Fiche sur www.ces.ncsu.edu